# Ligne de la banlieue sud de Tunis
La ligne de la banlieue sud de Tunis est une ligne ferroviaire qui relie Tunis à sa banlieue sud, longue de 25 km. Les voyages quotidiens, assurés par la Société nationale des chemins de fer tunisiens, permettent le transport de près de 26 millions de voyageurs par an.

## Caractéristiques
Elle s'étend sur une longueur de 25 kilomètres.
La fréquence des trains est majoritairement de vingt minutes. Cependant cette fréquence change lors des heures de pointe, où elle va jusqu'à un train toutes les cinq minutes, surtout le matin vers Tunis et le soir au retour de Tunis, la plupart des travailleurs et étudiants se rendant au centre de la capitale chaque matin. Tard le soir, le nombre des trains diminue et l'attente entre un train et celui qui le suit peut aller jusqu'à une heure.

## Électrification
Le projet d'électrification de la ligne, envisagé dès les années 1960, devient officiel le 26 février 1999. Entamés en 2006, les travaux qui doivent s'achever en 2010 doivent réduire le temps de parcours — 37 minutes contre 48 minutes auparavant — et améliorer le nombre et le confort des usagers.
En effet, au vu de l'importance du trafic, des investissements dépassant les 200 millions de dinars ont été alloués pour la mise en place d'une troisième voie entre Tunis et Hammam Lif et le doublement de la voie entre Hammam Lif et Borj Cédria. De plus, un système central de maîtrise du trafic et un atelier de maintenance ont été ouverts. Un programme de construction de passages supérieurs et souterrains est également mis en œuvre pour éviter les croisements entre rail et route.
Reportée à plusieurs reprises, l'ouverture de la ligne programmée en avril 2011 est reportée de cinq mois. La mise en service a lieu le 6 avril 2012 et l'inauguration officielle le 19 juin.

## Gares
Cette ligne comporte 18 gares et arrêts :
|  |   |  | Stations       | Communes desservies | Correspondance |  |
|  | - |  | -------------- | ------------------- | -------------- |  |
|  | ● |  | Tunis          | Tunis               | Métro léger    |  |
|  | • |  | Djebel Jelloud | Djebel Jelloud      |                |  |
|  | • |  | Mégrine Riadh  | Mégrine             |                |  |
|  | • |  | Mégrine        | Mégrine             |                |  |
|  | • |  | Sidi Rézig     | Mégrine             |                |  |
|  | • |  | Radès Lycée    | Radès               |                |  |
|  | • |  | Radès          | Radès               |                |  |
|  | • |  | Radès Méliane  | Radès               |                |  |
|  | • |  | Ezzahra        | Ezzahra             |                |  |
|  | • |  | Lycée Ezzahra  | Ezzahra             |                |  |
|  | • |  | Boukornine     | Hammam Lif          |                |  |
|  | • |  | Hammam Lif     | Hammam Lif          |                |  |
|  | • |  | Arrêt du Stade | Hammam Lif          |                |  |
|  | • |  | Tahar-Sfar     | Hammam Chott        |                |  |
|  | • |  | Hammam Chott   | Hammam Chott        |                |  |
|  | • |  | Bir El Bey     | Hammam Chott        |                |  |
|  | • |  | Borj Cédria    | Borj Cédria         |                |  |
|  | ● |  | Erriadh        | Borj Cédria         |                |  |
|  |   |  |                |                     |                |  |

## Matériel roulant
À la suite de l'électrification de la ligne, des nouvelles rames sont mises en service le 6 avril 2012.